# Michotamia nigra
Michotamia nigra là một loài ruồi trong họ Asilidae. Michotamia nigra được Scarbrough & Hill miêu tả năm 2000. Loài này phân bố ở miền Ấn Độ - Mã Lai.